# Língua copta
Esta página contém alguns caracteres especiais e é possível que a impressão não corresponda ao artigo original.

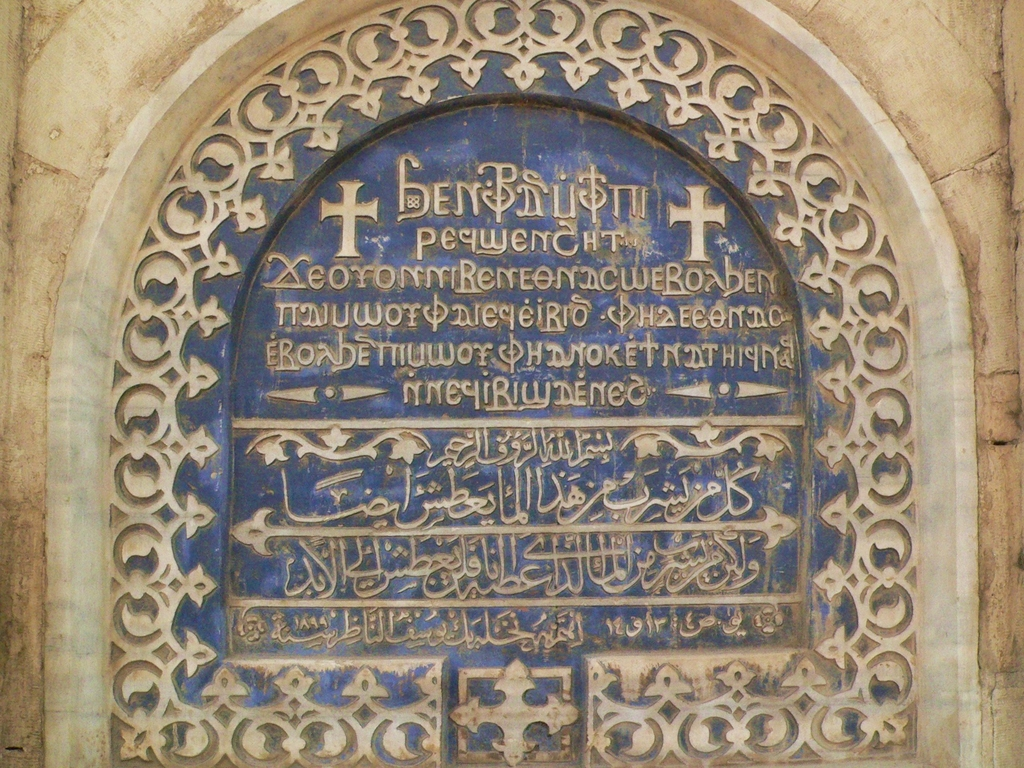
Inscrições em copta e árabe numa igreja antiga do Cairo

O copta (ⲘⲉⲧⲢⲉⲙ̀ⲛⲭⲏⲙⲓ; transl.: Met Remenkēmi) também designada por copto, é uma língua que floresceu por volta do século III no Egito Antigo, da família linguística camito-semítica ou afro-asiática. O copta é um estágio final da língua egípcia clássica, e foi falado até o século XVII. Como língua cotidiana teve seu apogeu entre o século III e o século VI. O alfabeto é uma versão modificada do alfabeto grego, com algumas letras demóticas utilizadas para representar alguns sons não existentes no alfabeto grego.  Ainda hoje permanece como língua litúrgica da Igreja Ortodoxa Copta e da Igreja Católica Copta. 
A implementação do alfabeto grego no Egito começou com o domínio macedônico, fase intitulada "pré-cóptico" consolidando-se com a dinastia ptolomaica, passando a "velho cóptico". O copta desenvolve-se então como a principal língua literária a partir do século II, indo até o século XIII. Seu apogeu foi entre os séculos III e VI. Ainda hoje seu dialeto boárico permanece como língua litúrgica da Igreja Ortodoxa Copta de Alexandria e de sua contraparte católica oriental, a Igreja Católica Copta. Outros dialetos do copta já foram identificados além do boárico, de entre os quais se destaca o saídico.
A língua copta foi sendo gradualmente substituída pela língua árabe egípcia como língua falada nos períodos mais modernos até ser praticamente extinta. Porém, já existem desde o século XIX esforços para revitalização da língua, especialmente pelos esforços da Igreja. Começou a ser escrita no alfabeto grego numa versão com algumas letras demóticas utilizadas para representar alguns sons nativo não existentes no alfabeto grego. Essa versão modificada é chamada de alfabeto copta.
As fases posteriores à língua egípcia, a qual era escrita em hieróglifos egípcios, as sucessoras, a língua demótica e depois o copta sempre mantiveram gramática similar à raiz, porém as representações gráficas foram apresentando as grandes diferenças.

## Nome
A palavra copta tem as suas origens do antigo egípcio. Ḥut-ka-ptaḥ (Templo da Alma de Ptá) era um endónimo para Egito. No grego antigo, toma a forma Aigýptios (Αἰγύπτιος), e também é usado Kóptos/Κόπτος a partir de "kbt" (pronunciado G[è]bt{o} no egípcio antigo), nome de uma antiga cidade. E daí, o grego influencia as formas de falar nativas ao Egito, surgindo kuptaion/ⲕⲩⲡⲧⲁⲓⲟⲛ (em copta saídico) e aiguption/ⲁⲓⲅⲩⲡⲧⲓⲟⲛ (em copta boaírico). Com "ment", que significa "língua", esta ficou conhecida como ment kuptaion no copto/Grego ou ment aiguption, antigo egípcio. 
Encontramos também o nome “mentrmenkēmə” em saídico ou “metremenkīmi” em boaírico, que significam literalmente "língua do povo do Egito".  Também, o termo logos ən aiguptios (Língua Egípcia) existe em saídico, sendo ambas as palavras logos e aiguptios de origem grega. Na liturgia da Igreja Ortodoxa Copta, o nome oficial é tenaspi en remenkimi (Língua Egípcia), sendo aspi a palavra copta para "idioma".

## Distribuição geográfica
Sendo considerada uma língua extinta, o copta não tem estatuto oficial no Egito, porém, é a língua sacra litúrgica da  Igreja Ortodoxa Copta e também da Igreja Católica Copta, junto com o árabe literário. Sempre foi falada exclusivamente no Egito com praticamente nenhuma influência em outras nações, exceto em poucos mosteiros na Núbia.
A maior influência da língua copta sobre outros idiomas foi sobre vários dialetos do árabe egípcio, cujos léxicos preservaram muitas palavras do copta e também houve influências sobre a sintaxe, morfologia e fonologia desses dialetos semíticos.

## História
A Língua egípcia é possivelmente aquela cuja existência documentada é a mais longa, tendo existido como língua escrita desde cerca de 3 200 a.C. até Idade Média, sendo falada ainda até o século XVII.
A história dessa língua apresentou duas importantes transições, sendo uma na estrutura da linguagem a outra em sua escrita. A mudança estrutural transformou o copta de língua com padrões "sintéticos" em língua "analítica" no sistema verbal, passando a ser usada a sintaxe nominal. Foi o que os estudiosos chamaram de transição do egípcio antigo (antigo e médio) para o egípcio tardio (demótico e copta).
No aspecto geral, esse Egípcio Tardio caracteriza-se pelo desenvolvimento de comportamentos analíticos com, por exemplo, o uso  de artigos definidos e indefinidos separados dos substantivos em substituição aos antigos sufixos marcadores de oposição de  tipologia morfológica, conforme existem nas ‘’Línguas Semíticas’’, assim como desenvolvimento de perífrases envolvendo a mudança da antiga ordem Verbo-Sujeito-Objeto, clássica da Língua árabe e do Hebraico Bíblico, para Sujeito-Verbo;
A outra mudança foi da escrita antiga egípcia, os Hieróglifos, tanto os hieráticos como os demóticos para o uso do alfabeto copta novo sistema de escrita adotado ao fim do período “Demótico”, caracterizado pelo uso do Alfabeto grego com modificações.

### Alfabeto
Para escrever, o egípcio utilizava três formas de escrita, a hieroglífica, a hierática e a demótica. Estes sistemas eram muito complexos e pouco eficazes para a linguagem administrativa, eram patrimônio de uma elite cada vez mais restrita e que, entre outras dificuldades, não podiam reproduzir termos estrangeiros, já que não transcreviam vogais. Quando Alexandre Magno conquistou Egito, em 332 a.C., introduziu o grego na administração. Meio milênio mais tarde, o incipiente cristianismo, interessado em espalhar a sua doutrina, adaptou o grego, que já estava um pouco fossilizado no formalismo da burocracia oficial, para transcrever a língua falada pelas pessoas em sua vida cotidiana, nascendo, assim, a língua copta.
Na sua evolução, o copta tomou grande número de empréstimos do grego, língua oficial imposta pela Dinastia ptolemaica. Já no século V era a língua utilizada na literatura no Alto Egito.
Para os árabes, que conquistaram o Egito no século VII, as palavras "wikt:egípcio" e "wikt:cristão" eram sinônimas, daí surgiu o termo Qibti que, por sua vez, é a corruptela da palavra grega Aigyptioi, que significa Egito. Quando foi finalmente suplantada, no século XII, pelo árabe, o copta foi preservado como língua litúrgica, na Igreja Monofisista Copta, que havia se separado do rito bizantino no século V.
Os escritos mais antigos em copta são as cartas de Santo Antão do Deserto (251 – 356), o anacoreta (monge cristão ou eremita que vive em retiro). Durante os séculos III e IV, muitos religiosos escreveram em copta, entre os quais estava Pacômio. Os manuscritos gnósticos encontrados em Nag Hammadi também estão escritos em copta.
O copta foi fundamental para o deciframento da escritura hieroglífica, já que Jean François Champollion utilizou um texto gravado na pedra de Rosetta que estava em hieroglifos, demótico e copta.

### Pré-islamismo
As primeiras escritas da Língua egípcia utilizando-se o Alfabeto grego foram as transcrições para a Língua grega de nomes próprios egípcios, a quase totalidade delas no período Ptolemaico. Os estudiosos definem essa fase como fase pré-cóptica. No entanto, há evidências de que, nos períodos mais tardios da era dos faraós, os escribas já vinham utilizando uma escrita mais fonética, com maior uso de alfabetos, um atestado de um maior contato entre os gregos e os egípcios ocorrido mesmo antes da conquista do Egito por Alexandre Magno.
O idioma copta em si, ou copta antigo veio a se iniciar, porém, apenas no século I. A forma da transição da escrita egípcia antiga  e a nova ortografia greco-copta foi função em parte do declínio do prestígio e da influência da classe sacerdotal da antiga religião egípcia. Esses sacerdotes, ao contrário do povo egípcio em geral, sabiam ler e escrever, em especial sobre assuntos referentes aos templos e deuses.
O copta antigo apresentava-se principalmente em textos não cristãos tais como nas preces pagãs, nos Papiros de Magia e Astrologia. Muitos desses textos foram usados como "maquiagens" de escritas  originais hieráticas ou demóticas e eram usados para não falantes do idioma egípcio.
Em períodos já adiantados do domínio romano no Egito, Diocleciano perseguiu muitos egípcios que haviam adotado recentemente o Cristianismo, o que forçou esses novos convertidos a fugir para os desertos. O crescimento dessas comunidades refugiadas criou necessidades de escrever instruções cristãs de origem grega na Língua egípcia. Os primeiros padres da Igreja Ortodoxa Copta egípcia de Alexandria, tais como Antônio, o Grande, Pacômio, Macário e Atanásio, que de outra forma deveriam escrever somente em grego, passaram a fazer trabalhos para os monges egípcios na língua desses.
A Língua egípcia escrita agora no alfabeto copta floresceu entre os séculos II e III, porém somente após as obras de Senuda, o Arquimandrita o copta passou a ser a língua padrão literária com base no dialeto saídico. A língua nativa de Senuda era o egípcio, mas com os conhecimentos adquiridos do grego e com sua retórica, este teve os meios de levar a língua copta, por seu conteúdo e estilo, a um nível igual ao da antiga língua egípcia cristã.

### Islamismo
O Egito passou para o domínio árabe depois da disseminação  do Islão pela conquista muçulmana no norte da África no século VII. No início do século VIII o Califa Abdel al-Malik bin Marwan decretou que a Língua árabe deveria substituir a língua grego koiné e o copta como único idioma administrativo.
O copta teve declínio gradual nos poucos séculos seguintes. O Bispo egípcio Severo Ibn al-Muqaffa considerou necessário escrever sua História dos Patriarcas na Língua árabe. Mesmo assim, a língua ainda manteve uma importante posição eclesiástica e muitos textos hieroglíficos foram ainda compostas nesses período. A língua copta manteve-se como língua da população nativa fora da capital até o século X.
Violentas perseguições pelos Mamelucos provocaram o declínio do copta daí em diante, até que o árabe egípcio o substituiu por completo por volta do século XVII, com alguma sobrevida em pequenos e isolados bolsões até metade do século XIX. O Papa Cirilo IV de Alexandria iniciou um movimento nacional patrocinado pela igreja para reviver a língua copta. Várias gramáticas foram publicadas bem como um dicionário. Os achados de pesquisadores no campo da Egiptologia e a inauguração do Superior Instituto de Estudos Coptas foram contribuindo com esse renascimento. Os esforços para reviver a linguagem continuam ainda hoje, tanto pelo Partido Liberal Egípcio como pela Igreja, com apoio tanto dos coptas como dos muçulmanos do país.
O cerne do Léxico do copta é a Língua egípcia, em especial seu período demótico. Além disso, cerca de um terço das palavras do copta literário vem da Língua grega, embora as palavras dessa origem não tenham sido totalmente adaptadas ao sistema fonológico original do copta e tenham muitas vezes tido seu significado modificado. Há longos trechos em alguns textos coptas que são quase que exclusivamente escritos com palavras de claras raízes gregas. Isso se deve claramente ao fato de a maioria dos textos religiosos coptas serem traduções diretas de textos compostos em grego.
Palavras ou conceitos para os quais não havia tradução adequada em egípcio foram tomados diretamente da Língua grega de modo a não alterar a mensagem religiosa. Por outro lado, outras palavras de origem egípcia que já teriam sido traduzidas para termos gregos equivalentes foram deixando de ser usadas quando se percebia que poderiam transmitir ideias relacionadas aos deuses pagãos do Egito antigo. Em copta antigo há muitos textos com tais palavras, frases e epítetos tais como a palavra ⲧⲃⲁⲓⲧⲱⲩ Aquele que está na montanha, um epíteto do deus Anúbis. Há traços de algumas características morfo-sintáticas arcaicas, como resíduos do demótico como sentenças relativas, ausência de artigo indefinido e uso de sufixos possessivos.
Assim, a transição entre as antigas tradições egípcias e a nova crença, o Cristianismo, contribuiu muito para a adoção de palavras gregas ao léxico religioso copta. Também se pode afirmar que o linguajar quotidiano da população nativa manteve algo dos caracteres antigos do Egito, o que se verifica em textos, como contratos e cartas, não relacionadas à religião cristã.

## Dialetos
São poucas as evidências de diferenças dialetais da Língua egípcia nas fases pré-cópticas, em função da natureza centralizada das instituições políticas e culturais na antiga sociedade egípcia. Porém, o egípcio literário antigo e o médio representam o dialeto falado no Baixo Egito, na região da cidade de Mênfis, capital do Antigo Império Egípcio. O idioma egípcio mais tardio representa mais os dialetos falados no Alto Egito, na região da cidade de Tebas, que se tornou o centro cultural e religioso do Novo Império.
O copta apresenta de forma mais clara uma certa quantidade de dialetos regionais que foram usados na região do Mar Mediterrâneo, costa norte do Egito, entre a Núbia ao sul e os Oásis a oeste. Os dialetos refletem algumas variações na "fonologia" linguística, no léxico, na ortografia, mas quase nenhuma variação morfo-sintática.
Aqui os Dialetos:

### Alto Egito

#### Saídico
Saídico, antes chamado "tebaico" é o dialeto copta com mais textos escritos, foi o mais importante no período antes do domínio do Islamismo. Teria sido originalmente o dialeto das áreas próximas a "Hermópolis Magna" (Axmuneim – em copta Ϣⲙⲟⲩⲛⲉⲓⲛ Shmounein), que, por volta do ano 300, passou a ser usado escrito na forma literária, incluindo traduções de grandes partes da Bíblia. Por volta do século VI uma ortografia padrão já dominava todo o Egito, sendo que quase todos autores nativos escreviam nesse dialeto copta. O saídico somente passou a ser ameaçado pelo boárico no século IX, mas permaneceu vivo até o século XIV.
Os textos em outros dialetos do copta são quase que exclusivamente traduções do grego literário e textos religiosos. Porém, o saídico é o único dialeto copta com um significativo corpo de literatura própria e não religiosa. Como o saídico compartilha a maioria de suas características básicas com os demais dialetos do copta, tendo poucas particularidades próprias,  este é o dialeto base para os estudiosos que querem aprender o copta, em especial aqueles que não são da Igreja Copta.

#### Acmímico
Acmímico era o dialeto da área nas proximidades da cidade de Akhmim (antiga Panópolis), tendo florescido nos séculos IV e V,não havendo nenhum registro escritos depois disso. Acmímico é em termos fonéticos o mais arcaico dos dialetos coptas, com características tais como a retenção do Fonema /x/, que é percebido como um /ʃ/ na maioria dos dialetos. De forma similar, também é um dialeto arcaico na escrita, com muita similaridade com o copta antigo.
O "Licopolitano" (também chamado subacmímico e assiútico) é um dialeto muito próximo ao acmímico em termos de onde e quando teve sua presença atestada, por exemplo, na área de "Asyat". As diferenças entre os dois dialetos parecem ser apenas de natureza gráfica, tendo sido o Licopolitano muito usado em traduções de textos do Gnosticismo e do Maniqueísmo, como nos escritos da biblioteca "Nag Hammadi".

### Baixo Egito

#### Boáirico
Boáirico (ou menquítico) originou-se no Delta do Rio Nilo do oeste, datando seus manuscritos mais antigos do século IV, havendo, porém, mais textos até século IX e até mais tarde. Essa falta nos textos mais antigos se deve a condições de difícil conservação em função das regiões úmidas do norte do Egito onde foram produzidos. Apresenta características conservativas no seus aspectos léxicos e fonológicos não encontrados em outros dialetos. É o dialeto usado hoje na linguagem litúrgica da Igreja Ortodoxa Copta, tendo substituído o saídico a partir do século XI. Hoje, no uso litúrgico há duas diferentes tradições de pronúncia, vindas de reformas sucessivas nos séculos XIX e XX  Os esforços recentes de revitalização baseiam-se nesse dialeto.

#### Faiúmico
Faiúmico (nos textos antigo chamado bachmúrico) foi falado inicialmente na região de Faium a oeste do Vale do Nilo. Sua presença é percebida do século III ao século X. Sua mais notável característica é para o escrito ⲗ, que corresponde ao /l/, onde outras dialetos usam geralmente o ⲣ /r/ (talvez correspondendo ao "flap"ɾ]). Nos estágios mais antigos da Língua egípcia as consoantes ditas "líquidas" não eram assim distintas na escrita. Essa distinção só ocorreu no período do Novo Império, quando a língua egípcia tardia se tornou a língua administrativa. Esse egípcio tardio utilizava "grafemas" combinados com os mesmos /r/ ed /n/ para indicar o som /l/. No egípcio demótico esse /l/ era indicado por um diacrítico no /r/.
Oxirínquita (ou mesoquêmico ou confundido como egípcio médio) é o dialeto das áreas junto a Oxirrinco, sendo similar ao faiúmico, o que se atesta por manuscritos dos séculos IV e V.

## Vocabulário
O cerne do Léxico do copta é a Língua egípcia, em especial seu período demótico. Além disso, cerca de um terço das palavras do copta literário vem da Língua grega, embora as palavras dessa origem não tenham sido totalmente adaptadas ao sistema fonológico original do copta e tenham muitas vezes tido seu significado modificado. Há longos trechos em alguns textos em copta que são quase que exclusivamente escritos com palavras de claras raízes gregas. Isso se deve claramente ao fato da maioria dos textos religiosos copta serem traduções diretas de textos compostos em grego.
Palavras ou conceitos para os quais não havia tradução adequada em Egípcio foram tomados diretamente da Língua grega de modo a não alterar a mensagem religiosa. Por outro lado, outras palavras de origem Egípcia que já teriam sido traduzidas para termos gregos equivalentes foram deixando de ser usadas quando se percebia que poderiam transmitir ideias relacionadas aos deuses pagãos do Egito antigo. Em copta antigo há muitos textos com tais palavras, frases e epítetos tais como a palavra ⲧⲃⲁⲓⲧⲱⲩ Aquele que está na montanha, um epíteto do deus Anúbis; Há traços de algumas características morfo-sintáticas arcaicas, como resíduos do Demótico como sentenças relativas, ausência de artigo indefinido e uso de sufixos possessivos.
Assim, a transição entre as antigas tradições egípcias e a nova crença, o Cristianismo, contribuiu muito para a adoção de palavras gregas ao léxico religioso copta. Também se pode afirmar que o linguajar quotidiano da população nativa manteve algo dos caracteres antigos do Egito, o que se verifica em textos, como contratos e cartas, não relacionadas à religião cristã.

## Fonologia
Copta apresenta claramente suas raízes na fonologia da Língua egípcia tardia, o que é caracterizada pela sua escrita que indica os sons vogais e também alguns padrões de acentuação. O sistema fonológico do Egípcio tardio ficou conhecido de forma melhor do que o da fase Clássica pelo fato da existência de muitas fontes que mostravam a fonologia desse período tardio. Entre essas fontes estão as "Cartas de Amarna" (em caracteres cuneiformes) que continha transcrições de frases e palavras egípcias, bem como listagens de nomes em línguas "Semíticas do Noroeste"; Além disso, a fonologia copta, é reconhecível por uma série de papiros "copta-árabes" onde há transcrições de letras árabes para copta e vice-versa; São do período Islâmico Medieval, quando o copta ainda era falado.

### Vogais
|               | Frontal | Central | Posterior |
| ------------- | ------- | ------- | --------- |
| Fechada       | iː      |         | uː        |
| Fechada média | eː e    |         | oː o      |
| Média         |         | ə       |           |
| Aberta        | a       |         | ɑ         |

Nos dialetos do "Alto Egito" um traço sobre a linha é colocado sobre "sonoras" em /e/ reduzido. Essa vogal não se reduz nos dialetos do norte, sendo aí indicada pelo ⲉ em boárico e ⲏ ou ⲩ no dialeto de Faium. Por exemplo, /ʃemʃə/ 'adorar' é Sah/Akh/Lyc ϣⲙ̅ϣⲉ, boárico ϣⲉⲙϣⲓ e faiúmico ϣⲏⲙϣⲓ. A qualidade da vogal /e/ pode ser tanto [e] ou [ɛ] dependendo do dialeto; Em Saídico e em outros dialetos do Alto Egito um ⲉ ao final da palavra corresponde ao ⲓ também final nos dialetos do norte;.
Em copta a vogal /ɑ/ é representada pelo ⲁ—sendo sua presença um indicador de uma "Consoante Enfática" na mesma sílaba. Como exemplo, ⲥⲁ (usada na construção de "homem de negócios") é transcrita como [sˤɑ] nos papiros copta-árabes. Em alguns ambientes fonético  /o/ é mais uma  more "Vogal-Médio aberta" ɔ, e /a/ é mais uma "Vogal frontal" æ. A vogal /ə/ é sempre átona e pode ser reduzida ao "zero" linguístico Øcomo nos escrito Egípcios mais antigos que não indicavam vogais não tônicas e também muitas das tônicas.
Copta tem ainda três ou quatro Ditongos, entre os quais [aj], [ɔj] e [aw], embora esses possam ser interpretados como séries de vogais, sendo, porém, monotongues em alguns dialetos do copta.

### Consoantes
|             | Bilabial | Labiodental -dental | Alveolar | Post-alveolar | Palatal | Velar | Faringal | Glotal |
| ----------- | -------- | ------------------- | -------- | ------------- | ------- | ----- | -------- | ------ |
| Oclusiva    | p b      |                     | t d      |               | c ɟ     | k g   |          | ʔ      |
| Nasal       | m        |                     | n        |               |         |       |          |        |
| Vibrante    |          |                     | r        |               |         |       |          |        |
| Fricativa   |          | f                   | s z      | ʃ             |         | x     | ʕ ħ      | h      |
| Africata    |          |                     |          | (ʧ ʤ)         |         |       |          |        |
| Aproximante | w        |                     |          |               | j       |       |          |        |
| Lateral     |          |                     | l        |               |         |       |          |        |

A diferença entre /p/ e /b/ não é bem clara no copta. Nas fases mais antigas da Língua egípcia parece ter havido um contraste entre essas oclusivas bilabiais sonoras e surdas, mas essas distinção foi desaparecendo na evolução da língua mesmo antes do século VII, já na conquista do Egito pelo Islã; No Egípcio tardio, tanto Demótico como copta usavam quaisquer dos dois grafemas para representar qualquer dos dois sons. Além disso, tais letras eram também confundidas com outras letras do copta como ⲫ e ϥ ao indicar /f/. O ⲃ era usado em muitos textos para representar também o aproximante  /w/.
Há evidencias mais recentes na transcrição do Egípcio para outros idiomas de que não havia diferença realmente entre /b/ e /p/ , ou ainda de que o /p/ viera a desaparecer. Por exemplo, o nome do deus egípcio Anúbis em Grego Clássico era escrito como uma oclusiva bilabial sonora e não com /p/. Como ambos sons existem em Grego clássico, acredita-se que os escritores gregos antigos transcreveram esse fonema egípcio como eles o entenderam na pronúncia dos antigos egípcios. Alguns coptologistas também sugeriram que o copta ⲃ poderia ser articulado como uma "bilabial fricativa sonora" [β]. Atualmente nos serviços religiosos diários das Igrejas Coptas essa letra é tida com um /v/, com resultado das "Reformas da Língua Copta" feitas no século XIX.
Onde o "Egípcio Antigo" contrasta /s/ e /z/, esses dois sons têm também uma variação livre no copta, havendo contraste somente em palavras advindas da Língua grega. Exemplo: Copta ⲁⲛⲍⲏⲃⲉ (anzībə) e ⲁⲛⲥⲏⲃⲉ (ansībə) 'escola'. Outras consoantes que por vezes aparecem ter ou variação livre ou até diferentes contrastes em outros diálogos são os [t] com [d], [r] com [l] (especialmente em Faiúmico), uma característica do antigo egípcio; e as consoantes [k] e [g], com a surda "stop" sendo sempre mais comum. Exceto das consoantes "líquidas", esse padrão pode indicar uma mudança fonológica no Egípcio tardio, levando a neutralização das alveolares sonoras e das velares "stop".  Quando são percebidas as oclusivas sonoras, isso é função da sonorização na proximidade de um som /n/.
No copta antigo os textos gráficos expressam o faringal egípcio de muitas maneiras. Por exemplo, no copta antigo um som ⳍ era usado por vezes para carregar uma "fricativa faringal surda". No copta literário esses dois sons não eram indicados por letras separadas, o que sugere o desaparecimento da diferença fonética. Em lugar disso o grafema demótico adaptado ϩ, geralmente tido como /h/, é usado para expressar algum outro som. Em sílabas iniciais não tônicas e nas tônicas finais a fricativa faringal surda é por vezes carregada pelo ⲁ como em ⲁϣⲁⲓ /ʕʃaj/ 'multiplicar'.
De forma similar, diferentes métodos são empregados para expressar graficamente a "oclusão glotal": com ⲁ do início de palavra, com ⲓ no fim da palavra e em palavras monossilábicas dos dialetos setentrionais do copta, palavras monossilábicas do Acmímico e assiútico com reduplicação de grafemas de vogais, principalmente em Ø.

## Gramática
A Língua egípcia clássica, assim como as demais Afro-Asiáticas, era uma língua funcional, de estrutura sintética "Verbo-Sujeito-Objeto". Na língua egípcia tardia e também no copta houve a mudança para "Sujeito-Verbo-Objeto", construções pre-fixadas para morfemas nominais de gênero e número. Para o copta houve ainda a transformação em língua polissintética. Sobrevivem, porém, em copta alguns vestígios de padrão de sufixos de inflexão, principalmente para marcar "posse inalienável", sendo essa mudança presente em todos os dialetos. O declínio no uso dos sufixos inflexivos pode ser bem observada quando se compara a forma Clássica do Egípcio antigo em stp.f (ele escolhe) como o copta f.sotp ϥⲥⲱⲧⲡ̅, quando a terceira pessoa gramatical — singular — masculino é proposta;

### Substantivos
Todos substantivos do copta têm seu gênero, masculino ou feminino. No egípcio antigo os substantivos femininos eram marcados pelo Sufixo Afro-Asiático -t. No copta isso foi substituído por dois grupos de artigos prefixados que indicam masculino, feminino e também, só definido (só esses têm gênero), indefinido. Copta tem ainda um bom número de "Plurais partidos", outro vestígio do Egípcio antigo, embora na maioria dos casos um simples sufixo marque o número. Geralmente os substantivos  inflexionados para o plural terminam em /w/ no masculino e em /wə/ para o feminino, havendo poucos casos irregulares. Também sobreviveu no copta, vindo do antigo egípcio e para algumas palavras a forma, como /snaw/ ⲥⲛⲁⲩ 'dois'.

### Adjetivos
Adjetivos do Egípcio antigo eram formados pelo processo chamado "Nisbação" pela adição do sufixo -j ao substativo: ϩⲣⲁ /hrɑ/ 'face' → ϩⲣⲁⲓ /hrɑj/ 'facial'. Assim, alguns substantivos formam os adjetivos, mas a maioria dos adjetivos do copta são expressos pela introdução de uma partícula atributiva entre dois substantivos n, algo bem comum nas "Línguas Bérberes" Em todos as fases da Língua egípcia isso também foi usado para expressar o caso Genitivo; Exemplo, em Boárico a palavra "Egípcio", ⲣⲉⲙ̀ⲛⲭⲏⲙⲓ /remenkiːmi/, é a combinação do prefixo nominal rem- (forma reduzida do copta ⲣⲱⲙⲓ rōmi 'homem'), seguida pelo morfema genitivo n ('de') a ao final a palavra para "Egito", kīmi.

### Estudos gerais
- Emmel, Stephen. 1992. "Languages (Coptic)". In The Anchor Bible Dictionary, edited by David Noel Freedman. Vol. 4 of 6 vols. New York: Doubleday. 180–188.
- Gessman, A. M. (1976). «The Birth of the Coptic Script». University of South Florida Language Quarterly 14. 2–3
- Gignac, Francis Thomas. 1991. "Old Coptic". In The Coptic Encyclopedia, edited by Aziz Suryal Atiya. Vol. 8 of 8 vols. New York and Toronto: Macmillian Publishing Company and Collier Macmillian Canada. 169—188.
- Kasser, Radolphe. 1991. "Dialects". In The Coptic Encyclopedia, edited by Aziz Suryal Atiya. Vol. 8 of 8 vols. New York and Toronto: Macmillian Publishing Company and Collier Macmillian Canada. 87—96.
- Wolfgang Kosack Lehrbuch des Koptischen.Teil I:Koptische Grammatik.Teil II:Koptische Lesestücke, Graz 1974.
- Loprieno, Antonio. 1995. Ancient Egyptian: A Linguistic Introduction. Cambridge: Cambridge University Press.
- Polotsky, Hans Jakob. 1971. "Coptic". In Afroasiatic: A Survey, edited by Carleton Taylor Hodge. (Jana Linguarum: Series Practica; 163). 's Gravenhage and Paris: Mouton. 67–79.

### Gramáticas
- Chaîne, Marius. 1933. Éléments de grammaire dialectale copte: bohairique, sahidique, achmimique, fayoumique. Paris: Paul Geuthner.
- Eberle, Andrea, & Regine Schulz.  2004.  Koptisch - Ein Leitfaden durch das Saïdische.  LINCOM Languages of the World/Materials 07.  Munich:  LINCOM Europa.
- Lambdin, Thomas Oden. 1983. Introduction to Sahidic Coptic. Macon: Mercer University Press.
- Layton, Bentley. 2000. A Coptic Grammar (Sahidic Dialect): With a Chrestomathy and Glossary. (Porta linguarum orientalium; N.S., 20). Wiesbaden: Harrassowitz.
- Mallon, Alexis. 1956. Grammaire copte: bibliographie, chrestomathie et vocabulaire. 4th edition. Beyrouth.
- Mattar, Nabil. 1990. A Study in Bohairic Coptic. Pasadena: Hope Publishing House.
- Polotsky, Hans Jakob. 1987. Grundlagen des koptischen Satzbaus. American Studies in Papyrology 28. Decatur, Ga.: Scholars Press.
- Plumley, J. Martin. 1948. An Introductory Coptic Grammar (Sahidic Dialect). London: Home & van Thal.
- Shisha-Halevy, Ariel. 1988. Coptic Grammatical Chrestomathy: a course for academic and private study. Orientalia lovaniensia analecta 30. Leuven: Peeters.
- Shisha-Halevy, Ariel. 1986. Coptic Grammatical Categories: Structural Studies in the Syntax of Shenoutean Sahidic. Analecta Orientalia 53. Roma: Pontificium Institutum Biblicum. ISBN 88-7653-255-2.
- Till, Walter C. 1994. Koptische Dialektgrammatik. Berlin: Walter De Gruyter.
- Vergote, Jozef. 1973–1983. Grammaire copte. Leuven: Peeters.
- Younan, Sameh. 2005. So, you want to learn Coptic? A guide to Bohairic Grammar. Sydney: St.Mary, St.Bakhomious and St.Shenouda Coptic Orthodox Church.

### Dicionários
- Černý, Jaroslav. 1976. Coptic Etymological Dictionary. Cambridge and New York: Cambridge University Press.
- Crum, Walter Ewing. 1939. 'A Coptic Dictionary'. Oxford: Clarendon Press.
- Wolfgang Kosack: Koptisches Handlexikon des Bohairischen. Koptisch - Deutsch - Arabisch. Verlag Christoph Brunner, Basel 2013, ISBN 978-3-9524018-9-7.
- Westendorf, Wolfhart. 1965/1977. Koptisches Handwörterbuch. Heidelberg: Carl Winter.
- Vycichl, Werner. 1983. Dictionnaire étymologique de la langue copte. Leuven: Éditions Peeters.
- Westendorf, Wolfhart. 1965/1977. Koptisches Handwörterbuch. Heidelberg: Carl Winter.

### Sobre fonologia
- Depuydt, Leo. 1993. "On Coptic Sounds." Orientalia 62 (new series): 338–375.
- Loprieno, Antonio. 1997. "Egyptian and Coptic Phonology". In Phonologies of Asia and Africa (Including the Caucasus), edited by Alan S. Kaye. Vol. 1 of 2 vols. Winona Lake: Eisenbrauns. 431–460.
- Peust, Carsten. 1999. Egyptian Phonology: An Introduction to the Phonology of a Dead Language. (Monographien zur ägyptischen Sprache; 2). Göttingen: Peust & Gutschmidt.